# Dehtář
Dehtář este o arie protejată (arie de protecție specială avifaunistică — SPA) din Republica Cehă întinsă pe o suprafață de 351,95 ha, integral pe uscat.

## Localizare
Centrul sitului Dehtář este situat la coordonatele 49°00′13″N 14°17′28″E / 49.003611°N 14.291111°E.

## Înființare
Situl Dehtář a fost declarat arie de protecție specială avifaunistică în noiembrie 2009 pentru a proteja 2 specii de animale.

## Biodiversitate
Situată în ecoregiunea continentală, aria protejată nu include niciun habitat protejat.
La baza desemnării sitului se află mai multe specii protejate de  păsări (2): gâscă cenușie (Anser anser), chiră de baltă (Sterna hirundo).